# The Missing Link
Pour plus de détails, voir Fiche technique et Distribution.
The Missing Link est un film américain réalisé par Charles Reisner et sorti en 1927 au cinéma. Il n'a pas de dialogues audibles, mais est sorti avec une bande sonore synchronisée par le procédé Vitaphone, comportant de la musique et des bruitages. Le titre du film fait référence au chainon manquant entre le singe et l'homme.

## Fiche technique
- Réalisation : Charles Reisner
- Scénario : Charles Reisner, Darryl F. Zanuck
- Production : Warner Bros.
- Photographie : Devereaux Jennings
- Musique : Erno Rapee
- Genre : Aventure et comédie romantique
- Durée : 70 minutes
- Date de sortie :
  - États-Unis : 6 mai 1927[1].

## Distribution
- Syd Chaplin : Arthur Wells
- Ruth Hiatt : Beatrice Braden
- Tom McGuire : Colonel Braden
- Crauford Kent : Lord Melville Dryden
- Nick Cogley: Captain
- Sam Baker : The Missing Link
- Otto Fries
- Kewpie Morgan : Baggage Master